# 공군 기술대학원
미국 공군기술대학원(영어: Air Force Institute of Technology; AFIT)은 미국의 대학원이며, 또한 미국 공군의 전문적이고 지속적인 교육을 제공하는 기관이다. 공군 기술대학원은 오하이오주 라이트-패터슨 공군 기지(Wright-Patterson AFB)에 위치하고 있으며, 1919년도에 육군 항공 기술학교(Air Service Engineering School)로 설립되고, 1926년 육군 항공대 기술학교(Air Corps Engineering School)로 명칭을 변경하였으며, 1947년에 공군 창설로 인해 공군 공과대학원으로 분리된 이후, 1954년 제83회 국회에서 학위부여 기능을 승인받았다. 공군대학원의 주 목적은 대학원 수준으로 장교, 선발된 미국의 군관련 인원과 민간인들에게 지속적인 전문교육을 제공하는 것이다.
참고로, 미국 해군과 미국 해병대를 위해 해군대학원(NPS)이 존재하지만, 미국 육군을 위한 학교는 존재하지 않는다. (미국 육군 장교들은 해군대학원, 공군대학원 또는 공인된 민간 대학에서 석사 및 박사 학위를 받고 있다.)

## 구조
- 공학/경영 대학원(Graduate School of Engineering and Management)
  - 비용분석(Cost Analysis)
  - 군수관리(Logistics Management)
  - 공학관리(Engineering Management)
  - 정보자원관리(Information Resource Management)
  - 항공학(aeronautical engineering)
  - 컴퓨터 공학(computer engineering)
  - 컴퓨터 시스템(computer systems)
  - 재료과학 및 공학(materials science & engineering)
  - 환경공학 및 과학(environmental engineering & sciences)
  - 전자공학(electrical engineering)
  - 운용연구(operations research)
  - 광학(optics)
  - 물리학(engineering physics)
  - 핵공학(nuclear engineering)
  - 위생학(Industrial Hygiene)
  - 기상학(meteorology)
- 시스템/군수학교(School of Systems and Logistics)
  - 획득(acquisition)
  - 군수(logistics)
  - 소프트웨어 공학(software engineering)
- 토목공학학교(Civil Engineer and Services School)
  - 토목공학(civil engineering)
  - 환경공학(environmental engineering)

## 출신 인물
- 로버트 P. 요하네스
- 지미 둘리틀
- 조지 케니
- 베르나드 슈리에버
- 로렌스 Skantze
- 윌리엄 엔더스
- Guion Bluford
- 캐빈 A. 포드
- Edgar Myers, III